# 化學元素命名
因为欧洲语文有密切的关系，除了那些各语文从远古就知的，所用的元素名称都是非常类似，因为科学名称都是新拉丁文的形式。大部分元素结尾是，一些羅曼語族语文结尾。例如，钷在常见欧文是：
- 新拉丁文、英文、德文、荷兰文、丹麦文、瑞典文、挪威文、捷克文：（大部分大写）
- 法文：
- 西班牙文、意大利文：
- 葡萄牙文：
- 波兰文：
- 加泰罗尼亚文：
- 爱沙尼亚文：
- 罗马尼亚文：

## 取決名字
元素名稱都是有典故的，如從著名人物，神话传说，星体取材来命名。

### 地名
20个左右来源于地名：
- - （鋂）：美洲
  - （鉲）：加利福尼亞州
  - （鐽）：德國的達姆施塔特
  - （銪）：歐洲
  - （鍅）：法國
  - （鎵）：法國拉丁古名，
  - （锗）：德国
  - （𨭆）：德國的黑森邦
  - （鎦）：巴黎拉丁古名，
  - （钪）：斯堪的纳维亚
  - （鍶）: 蘇格蘭小镇斯蒂朗蒂安（英语：Strontian）， 
  - （钇）、（镱）、（铽）、（鉺）：瑞典小镇伊特比（Ytterby）。

### 科学家
- - （鎶）：哥白尼
  -  （锔）：瑪麗·居禮
  - （鑀）：愛因斯坦
  - （鍆）：門捷列夫
  -  (鍩)： 諾貝爾
  - （錀）：倫琴

### 神話
- - （氦）：赫利俄斯，古希腊神话中的太陽神。
  -  （鈮）：古希腊神话中，妮娥碧（Niobe）是底比斯（Thebes）的王后。
  - （钷）：普罗米修斯，古希臘神話中偷火被处罚的神。
  - （鉭）：坦塔洛斯，希臘神話中宙斯之子。
  - （鈦）：希臘神話中的泰坦。
  - （钍）北歐神話中的雷神索爾。

### 星體
- - （鈰）：穀神星
  - （錼）：海王星
  - （鈀）：智神星
  - （鈽）：冥王星
  - （鈾）：天王星